# Dendrothele mangiferae
Dendrothele mangiferae är en svampart som beskrevs av Boidin & Duhem 1996. Dendrothele mangiferae ingår i släktet Dendrothele och familjen Corticiaceae.   Inga underarter finns listade i Catalogue of Life.